# اجوما
اجوما (به کره‌ای: 아줌마، به انگلیسی: Ajumma) واژه‌ای کره‌ای برای یک زن متأهل، یا میانسال است. این واژه از واژه کره‌ای Ajumeoni (کره‌ای: 아주머니) می‌آید. اما گاهی اوقات به عنوان «خاله» ترجمه می‌شود. از این کلمه بیشتر اوقات برای اشاره به زن میانسال یا مسن استفاده می‌شود زیرا وارد صحبت شدن با یک فرد بزرگ‌تر در کره از نظر اجتماعی باید از این کلمه استفاده شود.
اجومانی ajumeoni اصطلاح مودبانه‌تری نسبت به اجوما است و در حالی که همان معنی را می‌دهد، احترام بیشتری دارد. این اصطلاح در شرایطی که فرد مخاطب از لحاظ سن تفاوت بسیاری با شما داشته باشد، یا از نظر اجتماعی دارای شان و منزله بالاتری از فرد باشد کاربرد دارد. با این حال استفاده از این کلمه سبب می‌شود مخاطب، آزرده خاطر شود؛ بنابراین بهتر است از امونیم، اجونیم، (اصطلاحی محترمانه برای مادر یا شخص دیگری) یا سامونیم استفاده شود.